# Rafael Levi

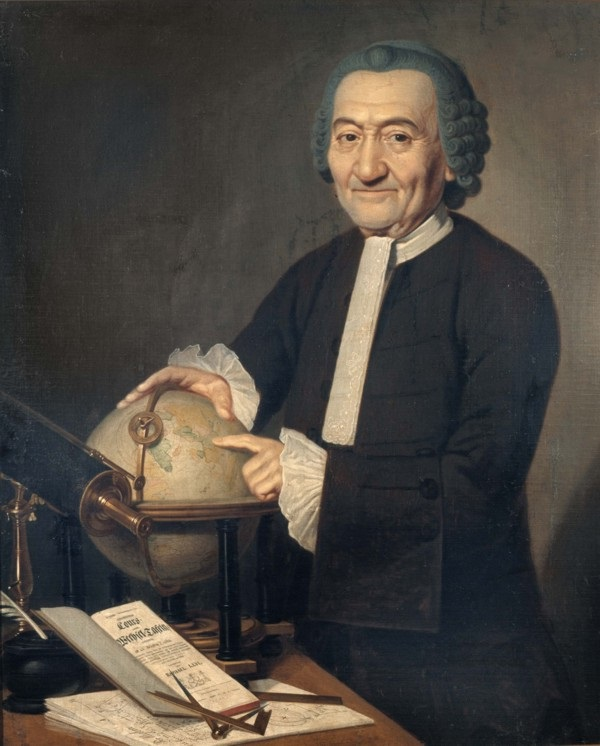
Rafael Levi, Gemälde mit den Insignien seiner Wissenschaft

Rafael Levi (auch: Raphael oder Rafael Levi Hannover; * 1685 in Weikersheim; † 17. Mai 1779 in Hannover) war ein deutscher Mathematiker und Astronom. Der jüdische Gelehrte und Schüler von Gottfried Wilhelm Leibniz war zugleich ein moderner Wissenschaftler und – außergewöhnlich für die damalige Zeit – außerhalb der jüdischen Gemeinde als „edler Jude“ geschätzt.

## Leben und Werk
Rafael Levi stammte aus einer jüdischen Familie und besuchte die Talmudschule in Frankfurt am Main. Nachdem er zusammen mit seinem Vater, Jacob Joseph, einem armen Reisenden, in jungen Jahren um 1700 nach Hannover zog, wurde er dort Vollwaise, da sein Vater wenige Tage nach der Ankunft starb. Daraufhin wurde Rafael in Hannover in die israelitische Armenschule aufgenommen.
Rafael Levi erhielt eine Stellung als Buchhalter bei dem Bankier Simon Wolf Oppenheimer und betrieb währenddessen autodidaktische Studien in den Naturwissenschaften: „Als er einst in Gegenwart [... von Leibniz] eine von scharfem Verstande zeigende Bemerkung über die Aufstellung von Baugerüsten äußerte, nahm dieser sich seiner an und unterrichtete ihn in Mathematik.“ Rafael Levi wurde Sekretär von Leibniz und wohnte mehrere Jahre in dessen Haus („Leibnizhaus“). Als Rechenmeister unterrichtete Levi bald selbst Mathematik, Astronomie und Naturphilosophie.
Nachdem Levi 1747/48 in deutscher Sprache logarithmische Tafeln veröffentlicht hatte, wurde er nach London eingeladen, um vor der dortigen Admiralität und der Royal Society einen Vortrag über die rechnerischen Methoden zur Bestimmung des Schiffsstandortes zu halten.
1756 publizierte Levi in hebräischer Sprache seine Studien zur Astronomie und Kalenderkunde und 1757/57 seine vielgenutzten Kalendertafeln zur Berechnung der jüdischen Feiertage.
Wiederum in deutscher Sprache veröffentlichte Levi 1760 Kurs- und Wechsel-Tabellen für Kaufleute.
Der jüdische Gelehrte traf 1772 mit dem späteren Experimentalphysiker Georg Christoph Lichtenberg zusammen, 1777 mit Moses Mendelssohn.
Rafael Levi Hannover ist auf dem Alten Jüdischen Friedhof an der Oberstraße begraben.

## Schriften (unvollständig)
- Luḥot ha-'Ibbur, astronomische Tafeln für den jüdischen Kalender, Hanover: Leyden, 1756[3]
  - Die Luḥot ha-'Ibbur wurden veröffentlicht mit M. E. Fürth’s Yir'at Shamayim in Maimonides „Yad“, Ḳiddush ha-Ḥodesh, Dessau, 1820–21[3]
- Tekunat ha-Shamayim, über Astronomie und Kalenderfertigung, insbesondere bezugnehmend auf die Talmud-Passagen zu diesen Themen, mit Glossen von Moses Tiktin, Amsterdam, 1756[3]
- Von Levis kleineren Schriften blieben drei ungedruckt. Simon Waltsch zeichnete diese jedoch später auf und publizierte in Braunschweig einen Kommentar zu Maimonides’ Kalendervorschriften (Berlin 1786).[4]